# Greater Upper Nile
Greater Upper Nile (arabisk: منطقة أعالي النيل)   er en region i det nordøstlige Sydsudan. Den er opkaldt efter Den Hvide Nil (det er den nedre del i Sydsudan), en biflod til Nilen i Nord- og Østafrika.

## Historie
Regionen Greater Upper Nile løsrev sig, sammen med de sydsudanesiske regioner Bahr el Ghazal og Equatoria,  fra Republikken Sudan den 9. juli 2011. De tre regioner udgør nu Republikken Sydsudan.

## Geografi
Greater Upper Nile grænser op til Etiopien mod øst og Republikken Sudan mod nord. Den sydsudanesiske region Bahr el Ghazal ligger mod vest, og regionen Equatoria ligger syd for Greater Upper Nile.

### Administrative opdelinger
Den større øvre Nil består af følgende delstater:
- Jonglei
- Unity
- Upper Nile
- Pibor administrativt område
- Ruweng administrativt område